# Championnat de Grèce des rallyes
 (juillet 2025).
Motif : absence totale de sources secondaires sur cette compétition. On ne source pas un compétition sur plusieurs dizaines d'année par une compilation personnelle de sources primaires donnant le résultat année après année
- Archive Wikiwix
- Bing
- Cairn
- DuckDuckGo
- E. Universalis
- Gallica
- Google
- G. Books
- G. News
- G. Scholar
- Persée
- Qwant
- (zh) Baidu
- (ru) Yandex

| 1. | Préciser le motif de la pose du bandeau. | Précisez le motif de la pose du bandeau en utilisant la syntaxe suivante : {{admissibilité à vérifier\|date=juillet 2025\|motif=remplacez ce texte par le motif}}                                     |
| 2. | Informer les utilisateurs concernés.     | Pensez à avertir le créateur de l'article, par exemple, en insérant le code ci-dessous sur sa page de discussion : {{subst:avertissement admissibilité à vérifier\|Championnat de Grèce des rallyes}} |

Le Championnat de Grèce des Rallyes est une compétition de sport automobile routière organisée en Grèce depuis 1965.
Giorgos Moschous est le seul pilote octuple vainqueur de ce championnat.

## Palmarès

### Palmarès par année
| Alpine-Renault A110 1600 |

| Alpine-Renault A110 |

| NSU 1200 TT |

| Opel Kadett Rallye |

| NSU 1200 TT |

| Opel Kadett Rallye |

| BMW 1800 TI |

| BMC Cooper S |

Au total, 21 pilotes différents ont été "champion de Grèce". Le pilote qui détient le record de titre de ce championnat national est Giorgos Moschous avec 8 titres.